# Arroyo del Sauce (Flores)
Der Arroyo del Sauce ist ein Fluss in Uruguay.
Er entspringt einige Kilometer nördlich von La Casilla unweit westlich der dort verlaufenden Ruta 23. Das Gebiet nördlich der Quelle ist als Cuchilla de Marincho, dasjenige östlich als Cuchilla Porongos bezeichnet. Von dort fließt er auf dem Gebiet des Departamentos Flores in westliche Richtung. In der Gegend südwestlich von Trinidad trifft er auf den Arroyo del Tala, der ebenso dem Einzugsgebiet des Arroyo Grande zuzuordnen ist.